# Каримпур
Каримпу́р — небольшой город в штате Западная Бенгалия, Индия. Входит в состав округа Надия, а внутри него — в подокруг Техатта. Население — 9070 чел. (по данным переписи 2001 года).

## География и климат
Город расположен на востоке страны, на берегу реки Харе (бассейн Ганга), вблизи самой границы с Бангладеш.
Климат — муссонный, тёплый и влажный.
| Показатель                                                                                      | Янв. | Фев. | Март | Апр. | Май  | Июнь | Июль | Авг. | Сен. | Окт. | Нояб. | Дек. | Год  |
| ----------------------------------------------------------------------------------------------- | ---- | ---- | ---- | ---- | ---- | ---- | ---- | ---- | ---- | ---- | ----- | ---- | ---- |
| Абсолютный максимум, °C                                                                         | 44   | 32   | 40   | 37   | 42   | 36   | 40   | 39   | 38   | 39   | 33    | 31   | 44   |
| Средний суточный максимум, °C                                                                   | 21,9 | 18,2 | 24,9 | 17,8 | 18,0 | 15,6 | 21,3 | 22,9 | 22,5 | 25,9 | 25,8  | 23,7 | 21,5 |
| Средняя температура, °C                                                                         | 17   | 13   | 18   | 16   | 18,5 | 16   | 20   | 19,5 | 20   | 22   | 23    | 19   | 18,5 |
| Средний суточный минимум, °C                                                                    | 13,8 | 8,1  | 12,4 | 15,4 | 19,4 | 17,8 | 19,2 | 17,4 | 18,8 | 19,0 | 21,9  | 15,7 | 16,6 |
| Абсолютный минимум, °C                                                                          | 8    | −2   | 0    | 0    | 0    | 10   | 22   | 22   | 24   | −7   | 17    | 0    | −7   |
| Норма осадков, мм                                                                               | 0    | 21   | 3    | 48   | 60   | 204  | 84   | 96   | 147  | 78   | 18    | 48   | 807  |
| Источник: http://www.meoweather.com/history/India/na/23.966667/88.616667/Karimpur.html?units=c# |      |      |      |      |      |      |      |      |      |      |       |      |      |

## Население
По данным переписи 2001 года, население Каримпура составляло 9070 чел. Из них — 4661 мужчина и 4409 женщин. Таким образом, половому составу населения Каримпура присуще свойственное всей Индии в целом абсолютное и относительное преобладание мужчин над женщинами.

## Экономика
Основное занятие местных жителей — сельское хозяйство: выращиваются баклажаны, огурцы, лук, бананы, джут и другие сельскохозяйственные культуры.
Также в городе развита мелкая торговля.

## Образование
В Каримпуре расположены три школы (Karimpur Jaggannath, Karimpur Girls, Jamsherpur) и два колледжа (Namita Shankar B. Ed College и Pannadevi College).